# 竜宮浜海水浴場
竜宮浜海水浴場（りゅうぐうはま かいすいよくじょう）は、京都府舞鶴市にあり日本海に面する海水浴場。三浜海水浴場と小橋（おばせ）海水浴場の二つの浜で構成される。

## 特徴
大浦半島の北西岸にある遠浅の白浜であり、全長約1.5キロメートルにわたって砂浜が伸びている。一帯は若狭湾国定公園に指定されている。海開きは毎年7月上旬。北東約3キロメートルには野原海水浴場がある。

## 交通アクセス
- JR舞鶴線・小浜線東舞鶴駅からバスで約35分。
- 舞鶴若狭自動車道 舞鶴東ICから大浦半島方面。

## 施設概要
駐車場
- 1,000円/日

トイレ・公共シャワー
- あり